# Горькореченская
Горькореченская — река в России, протекает по Куртамышскому и Звериноголовскому районам Курганской области. Устье реки находится в 868 км по левому берегу реки Тобол около д. Редуть. Длина реки составляет 22 км.

## Данные водного реестра
По данным государственного водного реестра России относится к Иртышскому бассейновому округу, водохозяйственный участок реки — Тобол от впадения реки Уй до города Курган, речной подбассейн реки — Тобол. Речной бассейн реки — Иртыш.
Код объекта в государственном водном реестре — 14010500312111200002181.

## Населённые пункты
- д. Редуть